# Vörösödő tölcsérgomba
A vörösödő tölcsérgomba (Cantharellula umbonata) a csigagombafélék családjába tartozó, Eurázsiában és Észak-Amerikában honos, fenyvesekben élő, nem ehető gombafaj.

## Megjelenése
A vörösödő tölcsérgomba kalapja 3-7 cm széles, eleinte domború, majd laposan, benyomottan kiterül, a közepén többnyire kis, hegyes púppal. Széle fiatalon begöngyölt, később egyenes, idősen hullámos lehet. Színe szürke, szürkésbarna, kékesszürke, néha fehéres foltokkal. Felszíne sima vagy finoman szőrözött. 
Húsa puha, vizenyős, törékeny; színe fehéres, sérülésre lassan vörösödik. Szaga és íze nem jellegzetes.
Sűrű lemezei lefutók, gyakran villásan elágaznak. Színük fehéres, sérülésre vagy idősen vörösesen, esetleg sárgásan foltosodnak. 
Tönkje 2,5-12,5 cm magas és 0,3-0,7 cm vastag. Alakja hengeres, gyakran hajlott, esetleg csavarodott, némileg hajlékony. Színe fehéres vagy szürkés. Felszíne felül selymes. Tövéhez fehér micéliumtömeg kapcsolódhat. 
Spórapora fehér. Spórájának mérete 3,5-4,5 x 9,5-10,5 µm.

### Hasonló fajok
A kávébarna áltölcsérgomba, a kisspórás tölcsérgomba, a komposzttölcsérgomba hasonlíthat hozzá.

## Elterjedése és termőhelye
Eurázsiában és Észak-Amerikában honos. 
Fenyvesekben, vegyes erdőkben él, többnyire a moha között, inkább savanyú vagy homokos talajon. Nyártól késő őszig terem. 

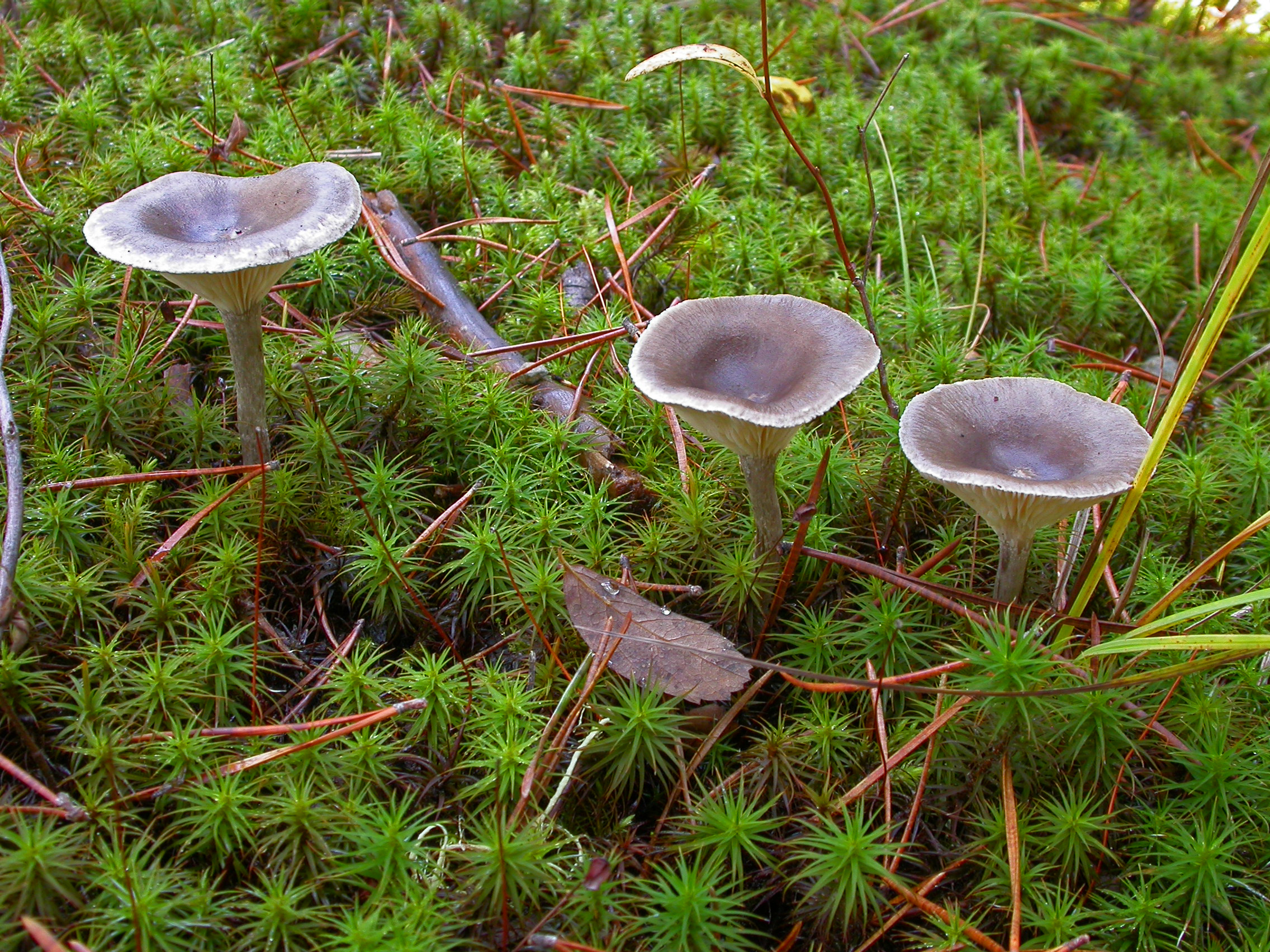
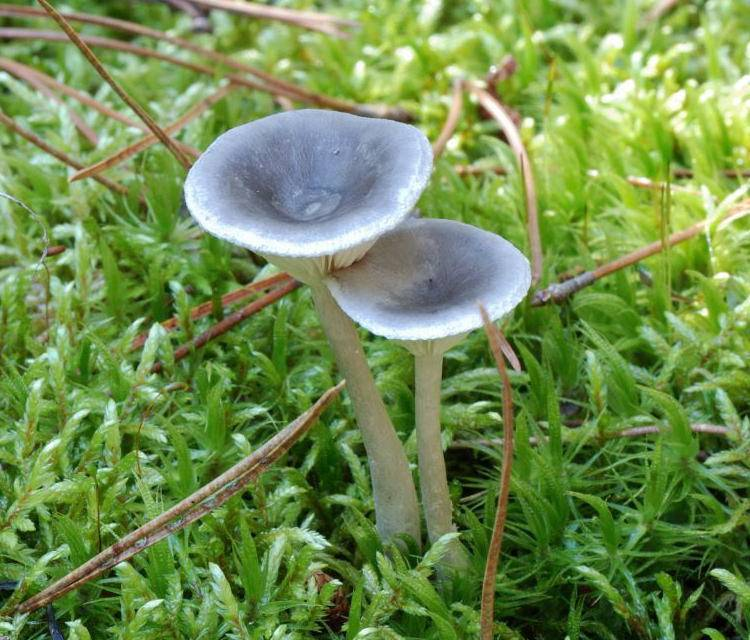
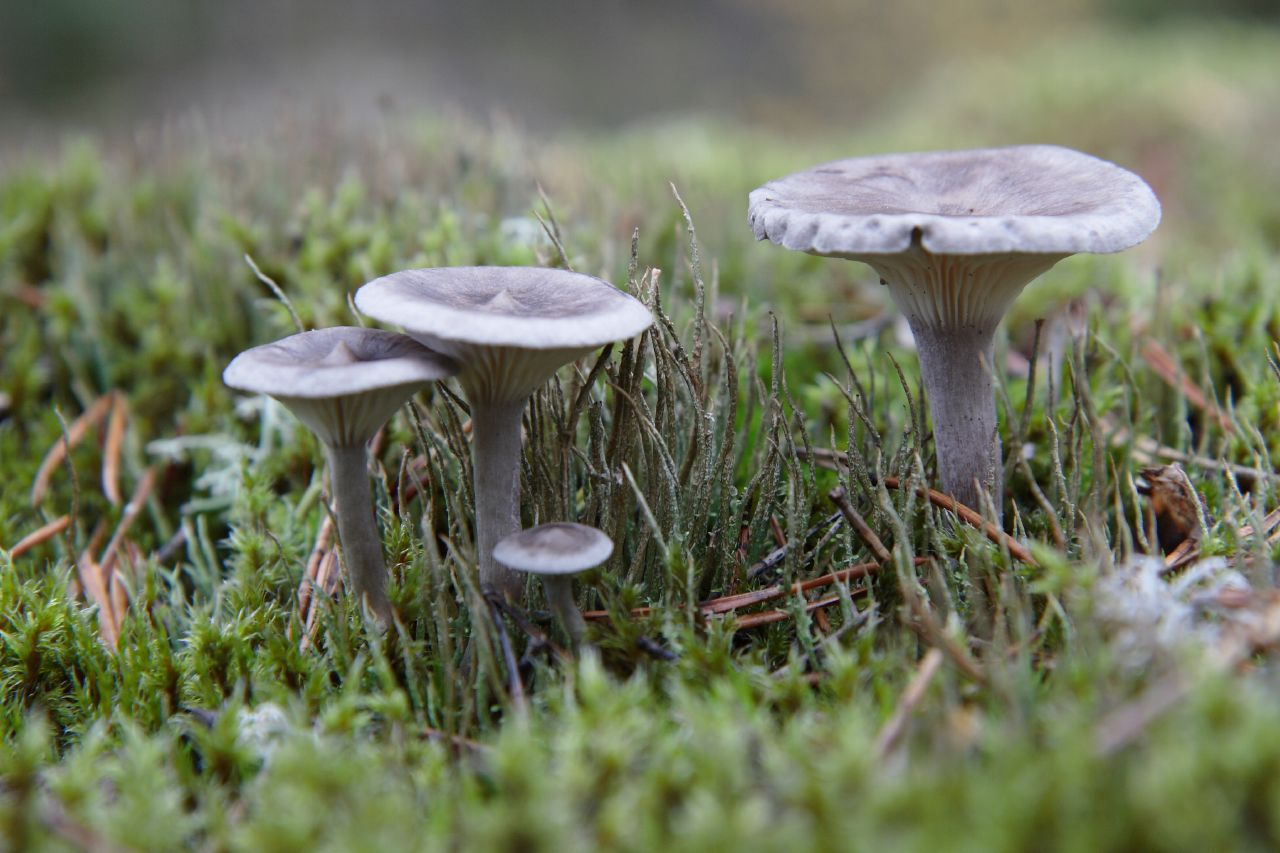
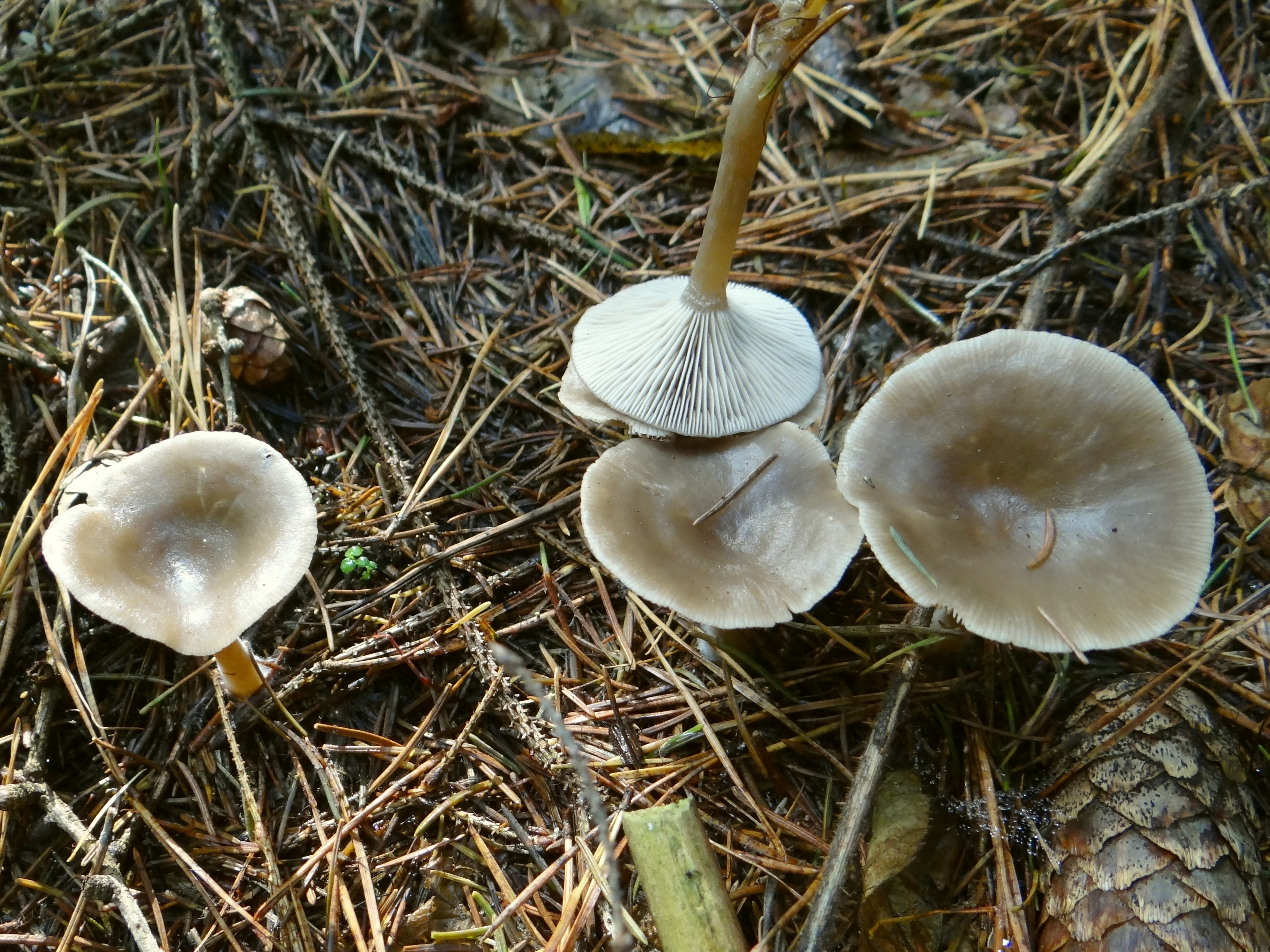
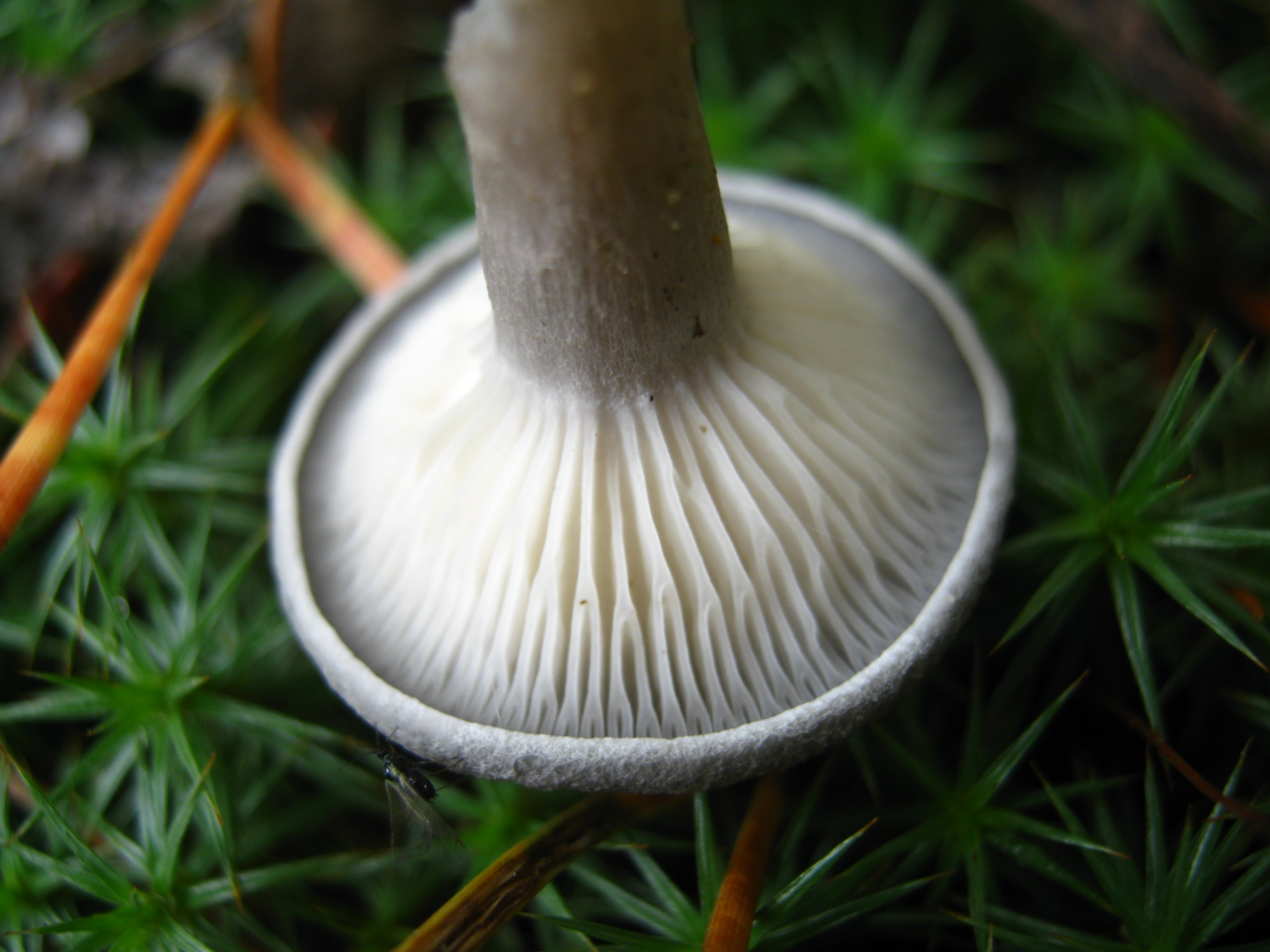

Nem ehető.  